# Ksenia Bykowska
Ksenia Katarzyna Bykowska (ur. 1949, zm. 22 lipca 2021) – polska specjalistka w zakresie biologii medycznej, prof. dr hab.

## Życiorys
Obroniła pracę doktorską, 27 marca 1995 habilitowała się na podstawie pracy zatytułowanej Wpływ elastazy granulocytowej i katepsyny G na płytki krwi. 7 października 2010 nadano jej tytuł profesora w zakresie nauk medycznych. Została zatrudniona na stanowisku docenta w Instytucie Hematologii i Transfuzjologii.
Zmarła 22 lipca 2021.

## Odznaczenia
- Srebrny Krzyż Zasługi (2011)[4]